# Вильгельм VI (граф Голландии)
Вильгельм или Виллем (нем. Wilhelm, нидерл. Willem, зел. Wullem; 5 апреля 1365, Гаага — 31 мая 1417, Бушен) — герцог Баварии-Штраубинга (под именем Вильгельм II), граф Голландии (под именем Виллем VI), граф Геннегау (под именем Гильом IV), граф Зеландии (под именем Виллем VI) с 1404 года.

## Биография
Вильгельм был сыном баварско-штраубингского герцога Альбрехта и Маргариты Бжегской.
В ходе «конфликта крючков и трески» Вильгельм симпатизировал «партии крючков». Когда любовница его отца — Алейда ван Пулгест из «партии трески» — была убита в 1392 году, и отец начал огнём и мечом преследовать «крючков», Вильгельм, опасаясь за свою жизнь, в 1394 году перебрался в Геннегау, однако в итоге они примирились с отцом, и Вильгельм сопутствовал отцу в походах против фризов, отколовшихся от Голландии и решивших подчиняться напрямую императору.
После смерти отца в 1404 году Вильгельм стал править самостоятельно, и правление его было не из лёгких. В 1408 году он вместе с бургундским герцогом Иоанном Бесстрашным пришёл на помощь своему брату Иоганну, епископу Льежскому, против которого восстали жители Льежа.
Причастность к французским делам вовлекла Вильгельма в конфликт между бургиньонами и арманьяками, он продолжал начатые его отцом попытки покорения фризов, кроме того против него восстал правитель Аркеля в Голландии. В 1415 году Геннегау было разорено войсками, которые участвовали в битве при Азенкуре.
Вильгельм неожиданно скончался в 1417 году от укуса собаки.

## Семья
12 апреля 1385 года Вильгельм женился в Камбре на Маргарите Бургундской, дочери бургундского герцога Филиппа ІІ Смелого. У них родилась дочь:
- Якоба (1401—1436), вышедшая замуж сначала за герцога Жана IV Брабантского, а потом — за герцога Хамфри Глостера